# Collegio uninominale Campania 1 - 08
Il collegio elettorale uninominale Campania 1 - 08 è stato un collegio elettorale uninominale della Repubblica Italiana per l'elezione della Camera dei deputati tra il 2017 ed il 2022.

## Territorio
Come previsto dalla legge elettorale italiana del 2017, il collegio era stato definito tramite decreto legislativo all'interno della circoscrizione Campania 1.
Era formato da parte del territorio del comune di Napoli: le circoscrizioni Bagnoli, Chiaiano, Fuorigrotta, Pianura e Soccavo.
Il collegio era parte del collegio plurinominale Campania 1 - 02.

## Eletti
| Elezione | Elezione | Deputato     | Partito            | Note                                             |
| -------- | -------- | ------------ | ------------------ | ------------------------------------------------ |
|          | 2018     | Roberto Fico | Movimento 5 Stelle | Presidente della Camera dei deputati (2018-2022) |

## Dati elettorali

### XVIII legislatura
Come previsto dalla legge elettorale, 232 deputati erano eletti con sistema a maggioranza relativa in altrettanti collegi uninominali a turno unico.
| Candidati              | Candidati              | Voti    | %     | Liste                           | Voti    | %     |
| ---------------------- | ---------------------- | ------- | ----- | ------------------------------- | ------- | ----- |
|                        | Roberto Fico ✔️ Eletto | 61 819  | 57,58 | Movimento 5 Stelle              | 61 819  | 57,58 |
|                        | Marta Schifone         | 21 651  | 20,17 | Forza Italia                    | 15 136  | 14,10 |
| Fratelli d'Italia      | Marta Schifone         | 21 651  | 20,17 | 3 029                           | 2,82    |       |
| Lega                   | Marta Schifone         | 21 651  | 20,17 | 2 707                           | 2,52    |       |
| Noi con l'Italia - UDC | Marta Schifone         | 21 651  | 20,17 | 779                             | 0,73    |       |
|                        | Daniela Iaconis        | 15 779  | 14,70 | Partito Democratico             | 13 801  | 12,85 |
| +Europa                | Daniela Iaconis        | 15 779  | 14,70 | 1 229                           | 1,14    |       |
| Civica Popolare        | Daniela Iaconis        | 15 779  | 14,70 | 412                             | 0,38    |       |
| Italia Europa Insieme  | Daniela Iaconis        | 15 779  | 14,70 | 337                             | 0,31    |       |
|                        | Salvatore Cosentino    | 3 391   | 3,16  | Potere al Popolo!               | 3 391   | 3,16  |
|                        | Aldo Amoretti          | 3 068   | 2,86  | Liberi e Uguali                 | 3 068   | 2,86  |
|                        | Maurizio Colonna       | 651     | 0,61  | Il Popolo della Famiglia        | 651     | 0,61  |
|                        | Giuseppe Savuto        | 470     | 0,44  | CasaPound                       | 470     | 0,44  |
|                        | Pierluigi Cappetta     | 293     | 0,27  | Italia agli Italiani            | 293     | 0,27  |
|                        | Emilio Di Lorenzo      | 148     | 0,14  | Per una Sinistra Rivoluzionaria | 148     | 0,14  |
|                        | Nunzio Travino         | 99      | 0,09  | PRI - ALA                       | 99      | 0,09  |
| Totale                 | Totale                 | 107 369 | 100   |                                 | 107 369 | 100   |
|                        |                        |         |       |                                 |         |       |
| Voti non validi        | Voti non validi        | 2 307   | 2,10  |                                 |         |       |
| Votanti                | Votanti                | 109 676 | 62,10 |                                 |         |       |
| Elettori               | Elettori               | 176 625 |       |                                 |         |       |